# Klampok (Godong)
Klampok is een bestuurslaag in het regentschap Grobogan van de provincie Midden-Java, Indonesië. Klampok telt 2654 inwoners (volkstelling 2010).